# Tricyclea lachaisei
Tricyclea lachaisei är en tvåvingeart som beskrevs av Zumpt 1937. Tricyclea lachaisei ingår i släktet Tricyclea och familjen spyflugor.
Artens utbredningsområde är Elfenbenskusten. Inga underarter finns listade i Catalogue of Life.